# Василије Гавра
Василије Гавра (14. век) - византијски кнез државе Теодоро на Криму средином 14. века из династије Гавра.

## Кратка биографија
Током његове владавине, Тамерланове трупе су уништиле већи део Крима, укључујући и кнежевину Теодоро. Његов син је био Стефан Гавра(?-1402).